# Lê Duy Mật (tướng)
Lê Duy Mật (1927–2015) là một sĩ quan cao cấp của Quân đội nhân dân Việt Nam, hàm Thiếu tướng

## Tiểu sử
Lê Duy Mật sinh năm 1927 ở xã Quảng Thanh ngày nay, khi đó thuộc tổng Phù Lưu, huyện Thủy Nguyên, thành phố Hải Phòng. Trước năm 1945, ông tham gia Thanh niên Cứu quốc, hoạt động ở địa bàn Chiến khu Đông Triều dưới sự chỉ huy của Tư lệnh Nguyễn Bình. Sau Cách mạng Tháng Tám, ông tham gia quân đội, đảm nhận nhiều nhiệm vụ khác nhau, trong đó có Đại đội trưởng thuộc Trung đoàn 42 Trung Dũng, chiến đấu chống quân Pháp ở nhiều địa phương thuộc Quân khu Tả Ngạn.
Năm 1962, ông là đặc phái viên tham gia Chiến dịch Nặm Thà. Năm 1963, ông vào Nam, lần lượt làm Trung đoàn trưởng Trung đoàn U Minh, rồi Phó Tư lệnh, Tham mưu trưởng các quân khu T2 (Quân khu 8) và T3 (Quân khu 9), tham gia chỉ huy nhiều trận đánh, chiến dịch quan trọng như trận Mỹ Tho (1968), trận Kampot (1974), chiến dịch phản công biên giới Tây Nam (1979),...
Năm 1984, ông được bổ nhiệm làm Phó Tư lệnh Quân khu 2 kiêm Tư lệnh tiền phương quân khu, Chỉ huy trưởng Mặt trận Hà Tuyên, trực tiếp đối đầu với lực lượng Trung Quốc hơn mọi mặt cả về quân số và trang bị. Một trong số những trận đánh khốc liệt nhất là trận đánh ngày 12 tháng 7 năm 1984, nằm trong Chiến dịch MB-84 phản công quân đội Trung Quốc chiếm đóng các điểm cao ở khu vực Vị Xuyên. Có khoảng thời gian ông ốm nặng phải đi viện.
Sau khi nghỉ hưu, ông cư trú ở Ba Đình (Hà Nội). Ông qua đời ngày 20 tháng 10 năm 2015 tại nhà riêng.

## Tặng thưởng
- Huân chương Độc lập hạng Nhất
- Huân chương Quân công hạng Nhất, Nhì, Ba
- Huân chương Chiến công hạng Nhất, Nhì, Ba
- Huân chương Chiến thắng hạng Nhì
- Huân chương Chiến sĩ giải phóng hạng Nhất, Nhì, Ba
- Huân chương Kháng chiến chống Mỹ cứu nước hạng Nhất
- Huân chương Chiến sĩ vẻ vang hạng Nhất, Nhì, Ba
- Huân chương Issara
- Huy chương Quân kỳ Quyết thắng
- Huy hiệu 65 năm tuổi Đảng